# 瓦尔凯瑟
瓦尔凯瑟，是匈牙利维斯普雷姆州所辖的一个村，总面积6.41平方公里，总人口192，人口密度30.0人/平方公里（2010年1月1日）。